# تمام صبح‌های جهان
تمام صبح‌های جهان (به فرانسوی: Tous les Matins du Monde) فیلمی محصول سال ۱۹۹۱ و به کارگردانی آلن کورنو است. در این فیلم بازیگرانی همچون ژرار دوپاردیو، ژان-پیر ماریل، آن بروشه، گیوم دوپاردیو، میشل بوکه، ژان-کلود دریفوس، میریام بویر ایفای نقش کرده‌اند.